# 神田橋 (日本橋川)

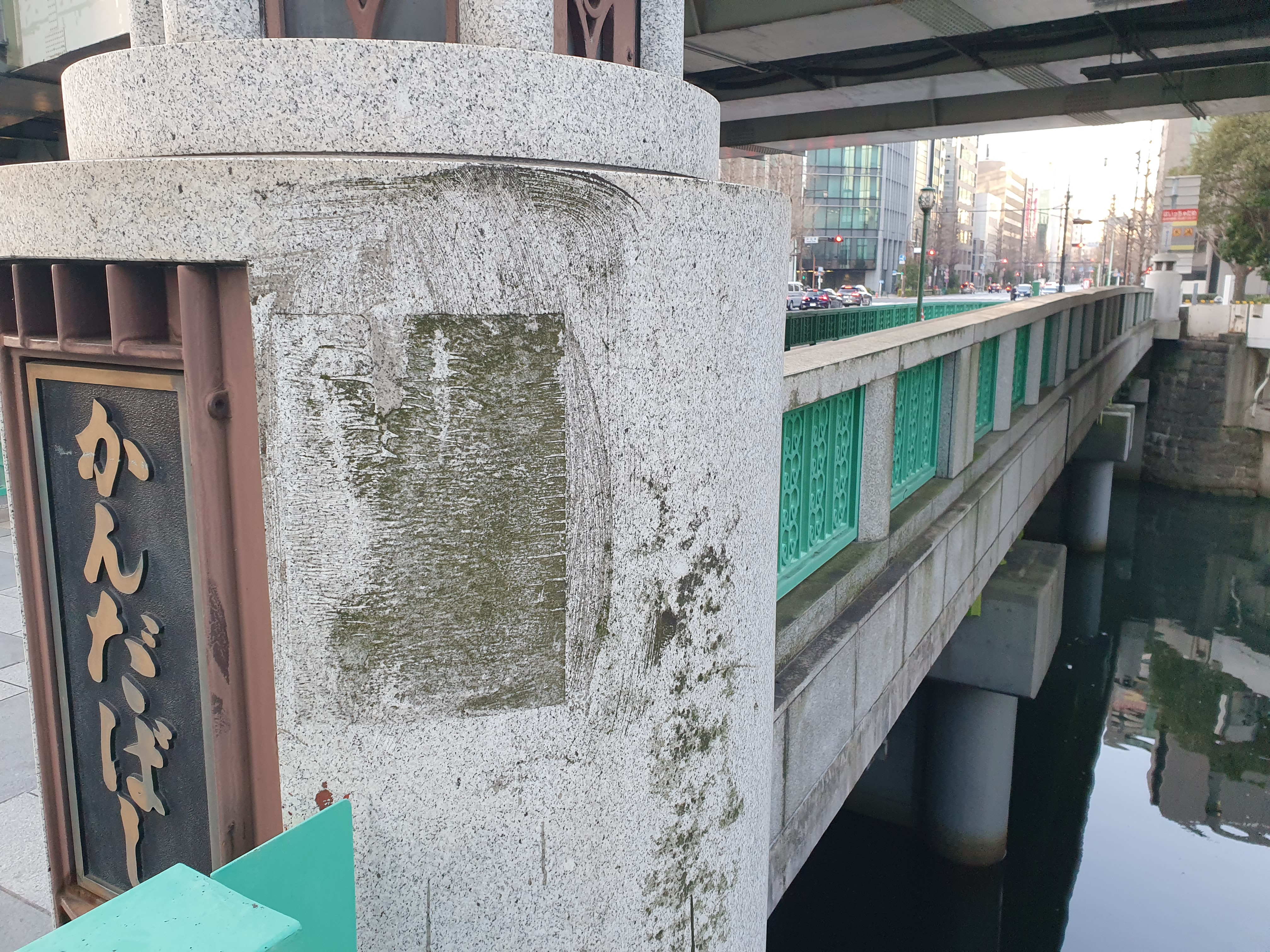
神田橋（2022年）

神田橋（かんだばし）は、東京都千代田区を流れる日本橋川に架かる日比谷通り（東京都道403号大手町湯島線）の橋である。右岸は大手町一丁目、左岸上流側は神田錦町二丁目、同下流側は内神田一丁目となる。この橋を渡ると高層ビルが立ち並ぶ大手町から、小さな雑居ビルに中小企業・個人商店の入る神田になる。

## 歴史
橋名は、かつてこの付近にあった神田明神に由来する。江戸城の増築により外神田に移転した神田明神跡には神田御門と土井大炊頭利位の屋敷が設けられた。寛永時代の地図では「大炊殿橋」の名で記されている。神田橋から上野広小路を通り寛永寺へと通じる道は、歴代の徳川将軍が寛永寺に参詣する際に通ることから「御成道」と呼ばれた。現在でも、天皇皇后が車で北関東方面に向かう際にここを通ることから、「御成道」の名は残っている。
1923年（大正12年）の関東大震災で崩壊し、1925年（大正14年）11月10日にRCラーメン橋に架け替えられた。現在の橋は1980年（昭和55年）に架け替えられたものである。新たな橋は単純鈑桁橋で、石灯籠を思わせる親柱と、橋のたもとには復興に尽力した太田圓三の碑がある。橋の左岸上流側にはバスケットボールのコートなどを備えた神田橋公園があるが、常盤橋修復工事の資材運搬に使用するため一時閉鎖中である。

## 交通
日比谷通り（東京都道403号大手町湯島線）を通し、地下には都営地下鉄三田線と東京メトロ千代田線が通る。日比谷通りは、神田橋左岸側の神田橋交差点で西行き一方通行の東京都道402号錦町有楽町線と交差する。上空には首都高速都心環状線が通り、神田橋出入口のうち内回りの出口・入口と外回りの入口が神田橋に接続する。外回り出口は錦町有楽町線に直結し、神田橋とは直接接続しない。

## 隣の橋
- 日本橋川

（上流） - 錦橋 - 神田橋 - 鎌倉橋 - （下流）